# Alex Boissonneault
Pour les articles homonymes, voir Boissonneault.
Alex Boissonneault, né le 14 avril 1979 à Saint-Ferdinand, est un journaliste, animateur de radio et homme politique québécois. Membre du Parti québécois, il est député à l'Assemblée nationale du Québec de la circonscription d'Arthabaska depuis l'élection partielle du 11 août 2025.

## Biographie
Né le 14 avril 1979 à Saint-Ferdinand, Alex Boissonneault y grandit ainsi qu'à Victoriaville où il fréquente le Collège Clarétain.  Il étudie au Collège militaire royal du Canada de Kingston comme élève officier avant d'obtenir un baccalauréat et une maîtrise en science politique à l'Université du Québec à Montréal.
En 2001, à l'approche du Sommet des Amériques de Québec, il est arrêté avec d'autres membres de la cellule Germinal, alors que le groupe prévoyait s'attaquer aux barricades érigées au centre-ville de Québec. Au terme d'un procès médiatisé, Boissonneault est reconnu coupable d'avoir comploté dans le but de commettre un méfait, puis écope d'une quarantaine de jours de prison et de six mois à purger dans la collectivité. Il obtient la suspension de son casier judiciaire en 2011,.

### Carrière professionnelle
À partir de 2007, il travaille comme journaliste et devient correspondant parlementaire à l'Assemblée nationale du Québec pour Radio-Canada en 2016, avant d'occuper, le 15 août 2022, le poste d'animateur de l'émission radiophonique matinale Première Heure sur la ICI Première de Radio-Canada à Québec. 
Au moment de prendre la relève de Claude Bernatchez, Boissonneault se dit passionné de politique, tout en ayant «beaucoup d'autres intérêts» qui lui seront utiles. Dans une entrevue au quotidien Le Soleil, il cite Machiavel à qui on attribue la maxime «tout n’est pas politique, mais la politique est dans tout».
Sous sa gouverne, Première Heure est restée l'émission radiophonique la plus écoutée dans la grande région de la capitale nationale pour une 16e année consécutive avec 131 500 auditeurs à l'automne 2024.

### Carrière politique
Le 14 mai 2025, il annonce officiellement sa candidature sous la bannière du Parti québécois dans la circonscription d'Arthabaska lors de  l'élection partielle du 11 août 2025. Le soir de l'élection, il est élu député à l'Assemblée nationale du Québec avec 46,3 % des voix et une majorité de plus de 4 000 voix sur le candidat et chef du Parti conservateur du Québec, Éric Duhaime.

## Résultats électoraux
|                                                                                             | Nom                | Parti              | Nombre de voix | %      | Maj.  |
| ------------------------------------------------------------------------------------------- | ------------------ | ------------------ | -------------- | ------ | ----- |
|                                                                                             | Alex Boissonneault | Parti québécois    | 17 327         | 46,4 % | 4 246 |
|                                                                                             | Éric Duhaime       | Conservateur       | 13 081         | 35 %   | -     |
|                                                                                             | Chantale Marchand  | Libéral            | 3 481          | 9,3 %  | -     |
|                                                                                             | Keven Brasseur     | Coalition avenir   | 2 693          | 7,2 %  | -     |
|                                                                                             | Pascale Fortin     | Québec solidaire   | 548            | 1,5 %  | -     |
|                                                                                             | Trystan Martel     | Climat Québec      | 96             | 0,3 %  | -     |
|                                                                                             | Eric Simard        | Union nationale    | 55             | 0,1 %  | -     |
|                                                                                             | Louis Chandonnet   | Équipe autonomiste | 31             | 0,1 %  | -     |
|                                                                                             | Denis Gagné        | Indépendant        | 29             | 0,1 %  | -     |
|                                                                                             | Arpad Nagy         | Indépendant        | 24             | 0,1 %  | -     |
| Total                                                                                       | Total              | Total              | 37 365         | 100 %  |       |
| Le taux de participation lors de l'élection était de 60 % et 398 bulletins ont été rejetés. |                    |                    |                |        |       |